# Elena Baltacha
Pour les articles homonymes, voir Baltacha.
Elena Baltacha, née le 14 août 1983 à Kiev (ex-URSS) et morte le 4 mai 2014 à Ipswich, était une joueuse de tennis professionnelle britannique.
Sa mère est une ancienne pentathlète russe, son père Sergueï Baltacha est un ancien footballeur international soviétique et son frère Sergueï Baltacha Jr est un ancien footballeur qui a été sélectionné en Écosse espoirs.

## Carrière
Elena Baltacha a été joueuse professionnelle de 1997 à 2013 et a atteint comme meilleur classement en simple la 49e place mondiale.
La jeune femme a débuté la compétition professionnelle en 1997, à l’âge de 14 ans. Elle a  notamment été entraînée par Nino Severino.
Elle a fait partie de l'équipe de Fed Cup britannique pendant 11 ans. Son meilleur classement dans un tournoi du Grand Chelem est d’avoir atteint le troisième tour à Wimbledon en 2002.
Meilleure joueuse de Grande-Bretagne pendant près de trois ans, Elena Baltacha avait abandonné la compétition en 2013.
Une fois sa carrière terminée, elle se reconvertit dans une académie de tennis qu'elle fonde avec son ancien entraîneur, devenu son époux en 2013.
Après un diagnostic de cholangite sclérosante primitive à l'âge de 19 ans, elle annonce en 2014 être atteinte d'un cancer du foie et en meurt le 4 mai 2014.

## Parcours en Grand Chelem

### En simple dames
| Année | Open d'Australie                               | Open d'Australie                                      | Internationaux de France                              | Internationaux de France | Wimbledon                                     | Wimbledon                                              | US Open                                                      | US Open             |
| ----- | ---------------------------------------------- | ----------------------------------------------------- | ----------------------------------------------------- | ------------------------ | --------------------------------------------- | ------------------------------------------------------ | ------------------------------------------------------------ | ------------------- |
| 2001  | -                                              | -                                                     | -                                                     | -                        | 1er tour (1/64)                               | Nathalie Dechy                                         | Q1 \|\| style="text-align:left" \| Alena Vašková             |                     |
| 2002  | -                                              | -                                                     | -                                                     | -                        | 3e tour (1/16)                                | Elena Likhovtseva                                      | Q1 \|\| style="text-align:left" \| Jana Kandarr              |                     |
| 2003  | 1er tour (1/64)                                | Alexandra Stevenson                                   | Q1 \|\| style="text-align:left" \| Katalin Marosi     | 1er tour (1/64)          | Jelena Dokić                                  | -                                                      | -                                                            |                     |
| 2004  | -                                              | -                                                     | -                                                     | -                        | 2e tour (1/32)                                | Jennifer Capriati                                      | Q2 \|\| style="text-align:left" \| Angelique Widjaja         |                     |
| 2005  | 3e tour (1/16)                                 | Silvia Farina                                         | Q1 \|\| style="text-align:left" \| Elise Tamaëla      | 1er tour (1/64)          | Sabine Klaschka                               | Q1 \|\| style="text-align:left" \| Chan Yung-jan       |                                                              |                     |
| 2006  | Q2 \|\| style="text-align:left" \| Yuan Meng   | Q1 \|\| style="text-align:left" \| Yevgenia Savranska | -                                                     | -                        | -                                             | -                                                      |                                                              |                     |
| 2007  | -                                              | -                                                     | -                                                     | -                        | 1er tour (1/64)                               | Katarina Srebotnik                                     | Q1 \|\| style="text-align:left" \| Evgeniya Rodina           |                     |
| 2008  | Q2 \|\| style="text-align:left" \| Zhang Shuai | Q1 \|\| style="text-align:left" \| Oxana Lyubtsova    | 2e tour (1/32)                                        | Zheng Jie                | Q3 \|\| style="text-align:left" \| Julie Coin |                                                        |                                                              |                     |
| 2009  | 2e tour (1/32)                                 | Amélie Mauresmo                                       | Q3 \|\| style="text-align:left" \| Yaroslava Shvedova | 2e tour (1/32)           | Kirsten Flipkens                              | Q3 \|\| style="text-align:left" \| Anastasia Rodionova |                                                              |                     |
| 2010  | 3e tour (1/16)                                 | Dinara Safina                                         | 1er tour (1/64)                                       | Agnieszka Radwańska      | 1er tour (1/64)                               | Petra Martić                                           | 2e tour (1/32)                                               | Petra Kvitová       |
| 2011  | 2e tour (1/32)                                 | Justine Henin                                         | 2e tour (1/32)                                        | Vania King               | 2e tour (1/32)                                | Peng Shuai                                             | 2e tour (1/32)                                               | Svetlana Kuznetsova |
| 2012  | 1er tour (1/64)                                | Stéphanie Foretz                                      | 1er tour (1/64)                                       | Samantha Stosur          | 2e tour (1/32)                                | Petra Kvitová                                          | -                                                            | -                   |
| 2013  | -                                              | -                                                     | 1er tour (1/64)                                       | Marina Erakovic          | 1er tour (1/64)                               | Flavia Pennetta                                        | Q3 \|\| style="text-align:left" \| Michelle Larcher de Brito |                     |

À droite du résultat, l’ultime adversaire.

### En double dames
| Année | Open d'Australie             | Open d'Australie          | Internationaux de France | Internationaux de France | Wimbledon                     | Wimbledon                 | US Open | US Open |
| ----- | ---------------------------- | ------------------------- | ------------------------ | ------------------------ | ----------------------------- | ------------------------- | ------- | ------- |
| 2001  | -                            | -                         | -                        | -                        | 1er tour (1/32) N. Trinder    | Eva Bes T. Poutchek       | -       | -       |
| 2002  | -                            | -                         | -                        | -                        | 1er tour (1/32) Lucie Ahl     | S. Testud Roberta Vinci   | -       | -       |
| 2003  | -                            | -                         | -                        | -                        | 1er tour (1/32) Julie Pullin  | T. Musgrave E. Tatarkova  | -       | -       |
| 2004  | -                            | -                         | -                        | -                        | 1er tour (1/32) Amanda Janes  | T. Golovin Mary Pierce    | -       | -       |
| 2005  | -                            | -                         | -                        | -                        | 2e tour (1/16) J. O'Donoghue  | Els Callens E. Gagliardi  | -       | -       |
| 2007  | -                            | -                         | -                        | -                        | 1er tour (1/32) Naomi Cavaday | S. Foretz Selima Sfar     | -       | -       |
| 2008  | -                            | -                         | -                        | -                        | 1er tour (1/32) Naomi Cavaday | B. Mattek Sania Mirza     | -       | -       |
| 2009  | -                            | -                         | -                        | -                        | 1er tour (1/32) A. Elliott    | V. Azarenka Elena Vesnina | -       | -       |
| 2010  | 2e tour (1/16) L. Dekmeijere | M. Kirilenko A. Radwańska | -                        | -                        | 2e tour (1/16) Olga Savchuk   | Gisela Dulko F. Pennetta  | -       | -       |
| 2012  | -                            | -                         | -                        | -                        | 1er tour (1/32) A. Keothavong | I.-C. Begu M. Niculescu   | -       | -       |

Sous le résultat, la partenaire ; à droite, l’ultime équipe adverse.

### En double mixte
| Année | Open d'Australie | Open d'Australie | Internationaux de France | Internationaux de France | Wimbledon                   | Wimbledon                   | US Open | US Open |
| ----- | ---------------- | ---------------- | ------------------------ | ------------------------ | --------------------------- | --------------------------- | ------- | ------- |
| 2002  | -                | -                | -                        | -                        | 3e tour (1/8) Lee Childs    | D. Hantuchová Kevin Ullyett | -       | -       |
| 2003  | -                | -                | -                        | -                        | 1er tour (1/32) Lee Childs  | S. Jeyaseelan Daniel Nestor | -       | -       |
| 2005  | -                | -                | -                        | -                        | 1er tour (1/32) D. Sherwood | Mary Pierce M. Bhupathi     | -       | -       |
| 2008  | -                | -                | -                        | -                        | 1er tour (1/32) J. Auckland | I. Benešová David Škoch     | -       | -       |
| 2009  | -                | -                | -                        | -                        | 2e tour (1/16) J. Auckland  | Elena Vesnina Daniel Nestor | -       | -       |
| 2010  | -                | -                | -                        | -                        | 2e tour (1/16) Ken Skupski  | K. Srebotnik Mark Knowles   | -       | -       |
| 2011  | -                | -                | -                        | -                        | 2e tour (1/16) Ken Skupski  | Shaughnessy Andy Ram        | -       | -       |

Sous le résultat, le partenaire ; à droite, l’ultime équipe adverse.

## Parcours en «Premier Mandatory» et «Premier 5»
Découlant d'une réforme du circuit WTA inaugurée en 2009, les tournois WTA « Premier Mandatory » et « Premier 5 » constituent les catégories d'épreuves les plus prestigieuses, après les quatre levées du Grand Chelem.

### En simple dames
| Année |              | Premier Mandatory          | Premier Mandatory            | Premier Mandatory | Premier Mandatory |       | Premier 5 | Premier 5                   | Premier 5  | Premier 5                    | Premier 5 | Premier 5 | Premier 5 |
| Année | Indian Wells | Miami                      | Madrid                       | Pékin             |                   | Dubaï | Rome      | Canada                      | Cincinnati |                              | Tokyo     |           |           |
| Année | Indian Wells | Miami                      | Madrid                       | Pékin             |                   | Doha  | Rome      | Canada                      | Cincinnati |                              | Wuhan     |           |           |
| Année | Indian Wells | Miami                      | Madrid                       | Pékin             |                   |       | Rome      | Canada                      | Cincinnati |                              |           |           |           |
| 2009  |              |                            |                              |                   |                   |       |           |                             |            | 1er tour (1/32) K. Clijsters |           |           |           |
| 2010  |              | 3e tour (1/16) A. Molik    | 2e tour (1/32) Y. Wickmayer  |                   |                   |       |           |                             |            |                              |           |           |           |
| 2011  |              | 2e tour (1/32) F. Pennetta | 2e tour (1/32) K. Zakopalová |                   |                   |       |           | 1er tour (1/32) A. Dulgheru |            |                              |           |           |           |
| 2012  |              | 2e tour (1/32) J. Görges   | 1er tour (1/64) Zhang S.     |                   |                   |       |           |                             |            |                              |           |           |           |

Sous le résultat, l’ultime adversaire.

## Parcours aux Jeux olympiques

### En simple dames
| # | Date       | Nom de l'olympiade             | Surface      | Résultat       | Ultime adversaire | Score     |          |
| - | ---------- | ------------------------------ | ------------ | -------------- | ----------------- | --------- | -------- |
| 1 | 28/07/2012 | Olympic Tennis Event Wimbledon | Gazon (ext.) | 2e tour (1/16) | Ana Ivanović      | 6-4, 7-65 | Parcours |

### En double dames
| # | Date       | Nom de l'olympiade             | Surface      | Résultat        | Partenaire      | Ultimes adversaires              | Score    |          |
| - | ---------- | ------------------------------ | ------------ | --------------- | --------------- | -------------------------------- | -------- | -------- |
| 1 | 28/07/2012 | Olympic Tennis Event Wimbledon | Gazon (ext.) | 1er tour (1/16) | Anne Keothavong | Julia Görges Anna-Lena Grönefeld | 6-3, 6-1 | Parcours |

## Parcours en Fed Cup
| #                                                                        | Date       | Lieu         | Surface      | Gagnante(s)                   | Perdante(s)                   | Score         |          |
|                                                                          |            |              |              |                               |                               |               |          |
| 2012 - Barrage (groupe mondial II) - Suède - Grande-Bretagne - 4 : 1     |            |              |              |                               |                               |               |          |
| 1                                                                        | 21/04/2012 | Borås        | Dur (int.)   | Johanna Larsson               | Elena Baltacha                | 6-1, 7-5      | Parcours |
| 1                                                                        | 21/04/2012 | Borås        | Dur (int.)   | Elena Baltacha Heather Watson | Ellen Allgurin Hilda Melander | 7-63, 6-1     | Parcours |
|                                                                          |            |              |              |                               |                               |               |          |
| 2013 - Barrage (groupe mondial II) - Argentine - Grande-Bretagne - 3 : 1 |            |              |              |                               |                               |               |          |
| 2                                                                        | 20/04/2013 | Buenos Aires | Terre (ext.) | María Irigoyen                | Elena Baltacha                | 7-5, 3-6, 6-1 | Parcours |

## Classements WTA en fin de saison

### En simple
| Année | 1999 | 2000 | 2001 | 2002 | 2003 | 2004 | 2005 | 2006 | 2007 | 2008 | 2009 | 2010 | 2011 | 2012 | 2013 |
| Rang  | 880  | 397  | 242  | 157  | 373  | 202  | 122  | 347  | 187  | 136  | 89   | 55   | 50   | 172  | 220  |

Source : (en) « Classements de Elena Baltacha », sur le site officiel du WTA Tour

### En double
| Année | 1999 | 2000 | 2001 | 2002 | 2003 | 2004 | 2005 | 2006 | 2007 | 2008 | 2009 |
| Rang  | 638  | 638  | 405  | 262  | 490  | 355  | 246  | 508  | 365  | 961  | 648  |

Source : (en) « Classements de Elena Baltacha », sur le site officiel du WTA Tour